# Edoeard Chil
Edoeard Anatoljevitsj Chil  (Russisch: Эдуард Анатольевич Хиль) (Smolensk, 4 september 1934 – Sint-Petersburg, 4 juni 2012) was een Russisch baritonzanger. In 2010 werd hij wereldberoemd door een internetmeme op YouTube met zijn vocale nummer Ja otsjen rad, ved ja, nakonets, vozvrasjtsjajoes domoj (Russisch: Я очень рад, ведь я, наконец, возвращаюсь домой) uit 1976, dat bekend kwam te staan als Trololo.

## Biografie
Edoeard Chil werd geboren in Smolensk, in het westen van de Sovjet-Unie. Tijdens de Tweede Wereldoorlog lag deze stad aan het Oostfront, waardoor Chil samen met andere kinderen in de stad tijdens de Slag om Smolensk werd geëvacueerd. Chil werd hierna opgevangen in een weeshuis in Rajevski, Basjkirostan. Tijdens zijn verblijf hier trad hij soms op voor zijn huisgenoten en ook voor soldaten die in de buurt werden opgevangen. In 1942 probeerden Chil en een vriend twee maal te ontsnappen uit het huis, maar werden beide keren betrapt en weer teruggestuurd. Toen Smolensk in 1943 weer bevrijd werd van de Duitsers keerde Chil terug naar zijn ouders. 
In 1949 verhuisde Chil naar Leningrad om daar te gaan studeren. Zijn oom had hem daarnaartoe gehaald, nadat hij zijn tekeningen aan verschillende kunstenaars in de stad had laten zien. Hij studeerde daar eerst op de kunstacademie, maar ging na vele andere studies toch naar het Conservatorium van Leningrad,  waar hij in 1960 zijn studie afsloot.
Zijn repertoire bestond toen vooral uit klassieke werken van Pjotr Iljitsj Tsjaikovski, Ludwig van Beethoven en Nikolaj Rimski-Korsakov. In 1962 maakte Chil zijn podiumdebuut tijdens een concert in Moskou. 
Echter ging Chil niet verder met zingen in het genre opera, maar ging over naar popmuziek. In 1965 nam Chil aan het Sopot Internationale Songfestival in Polen en haalde daar de tweede plaats. 
In 1968 kreeg Edoeard Chil de titel Geëerd Artiest van de RSFSR. 
Tijdens de jaren 70 was Chil een van de meest succesvolle artiesten van de Sovjet-Unie. Echter konden de liedteksten van Chil niet altijd door de beugel bij de overheid van het land. De teksten waren soms te politiek en moesten soms helemaal vervangen worden. Aan het eind van de jaren zeventig werd Chil leraar aan de Staatsacademie voor Theater van Sint-Petersburg. 
Het bleef in de jaren 80 stil rondom Chil, maar midden in de jaren 90 begon hij een nieuw project waarin hij samen met zijn zonen door Rusland op tournee ging onder de concertenreeks Chil en zonen. 
In 2010 werd Chil deel van een internetmeme, genaamd Trololo, waarbij zijn liedje Ja otsjen rad, ved ja, nakonets, vozvrasjtsjajoes domoj het onderwerp van hilariteit werd. Het filmpje wat bij de meme hoorde was gemaakt tijdens een concert in Zweden in 1976. Chil reageerde enthousiast op de spontane populariteit van het nummer en daagde fans uit om een tekst bij het nummer te schrijven. Zo heeft hij voor en met verschillende mensen uit heel de wereld gezongen over de webcam, vanuit zijn huis. Het nummer wordt soms gebruikt op dezelfde manier als de Rickroll. Verschillende media-bedrijven hebben de internethype opgepakt. Zo besloot Family Guy om een eerbetoon aan de man te brengen door Chil als gastpersonage in een scène te tonen.
Op 29 mei 2012 vermeldde de nieuwssite RT dat Chil een hersenbloeding had gehad. Hij raakte in coma en volgens artsen had hij onherstelbare hersenbeschadigingen in vitale delen van de hersenen opgelopen. Dit had tot gevolg dat hij op 4 juni 2012 overleed. Chil werd 77 jaar.

## Discografie
- 1968 - Pesni Andrej Petrov
- 1968 - Pesni Arkadi Ostrovski
- 1972 - Berjozovyj sok
- 1973 - Pesni Aleksandra Pachmoetova
- 1983 - Pora ljoebvi
- 1998 - Chodit pesenka po kroegoe
- 2001 - Eto bylo nedavno, eto bylo davno
- 2001 - Pesni nasjich otsov
- 2002 - Ostajoes leningradtsem!
- 2003 - Gorod belych notsjej
- 2005 - Byla vojna